# Johann-Pachelbel-Realschule
Die Johann-Pachelbel-Realschule ist die dritte staatliche Realschule in Nürnberg und nach dem Nürnberger Komponisten Johann Pachelbel benannt.

## Geschichte
Die Johann-Pachelbel-Realschule ging aus der Peter-Henlein-Realschule hervor und wurde zunächst im Schuljahr 2010/11 als Filialschule ins Leben gerufen, ehe sie zum Schuljahr 2012/13 die eigenständige dritte staatliche Realschule Nürnbergs wurde. Die Unterrichtsräume befanden sich zunächst in der Birkenwaldschule in der Herriedener Str. 25 und der benachbarten Robert-Bosch-Mittelschule in der Herriedener Str. 29 im Stadtteil Röthenbach, bevor man im April ein neues Übergangsgebäude im Hansapark in der Nähe des Nürnberger Fernsehturms beziehen konnte. Seit dem 1. Juli 2013 trägt die Schule den offiziellen Namen „Johann-Pachelbel-Realschule, Staatliche Realschule Nürnberg III.“ Bis zum Schuljahr 2014/15 wurde der vierte Stock des Übergangsquartiers nochmals ausgebaut, ehe man dann zum Schuljahr 2017/18 in den von 2015 bis 2017 fertiggestellten Schulkomplex an der Rothenburger Straße zog.

## Angebot
An der Johann-Pachelbel-Realschule werden die Ausbildungsrichtungen der Wahlpflichtfächergruppen I, II, IIIa und IIIb (Musik) angeboten. Seit dem Schuljahr 2015/16 nimmt sie als eine der ersten von mittlerweile 17 bayerischen Realschulen am Pilotprojekt SPRINT („sprachförderung intensiv“) teil, in dem eine Klasse zur Intensivsprachförderung von Schülern mit geringen deutschen Sprachkenntnissen eingerichtet wurde.
Das Gebäude an der Rothenburger Straße beheimatet außerdem die Staatliche Fachoberschule II als eigenständige Schule im zweiten Stockwerk, sodass hier auch die vollständige Ablegung des Zweiten Bildungsweges möglich ist.

## Gebäude

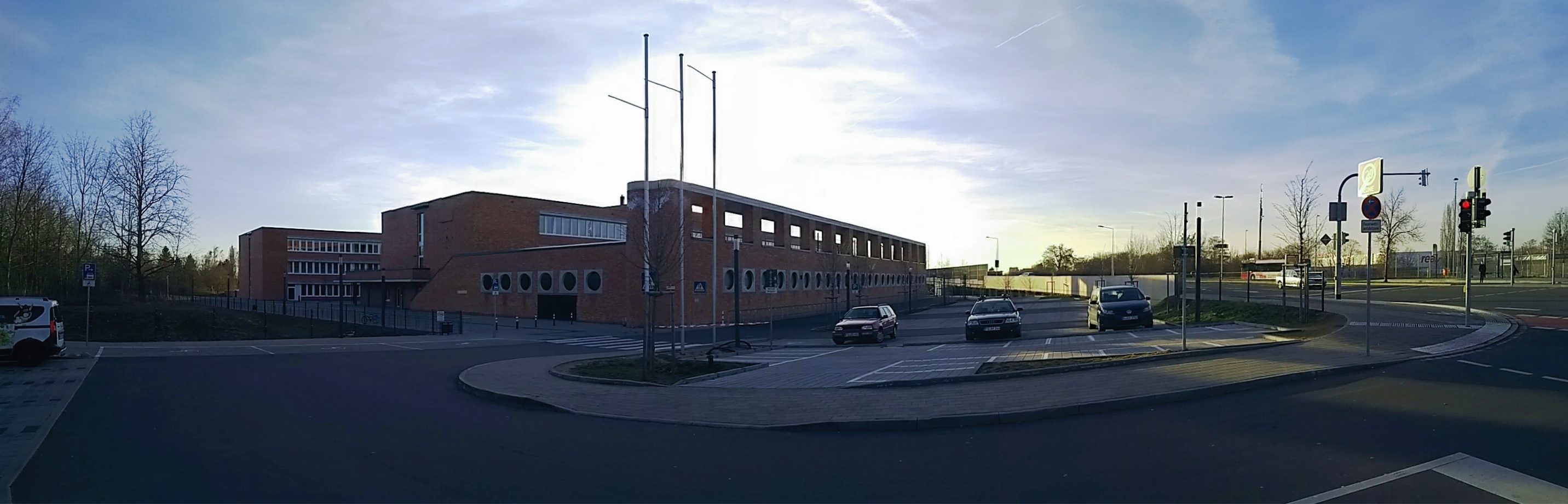
Die Nordseite des Gebäudes an der Rothenburger Straße.

Aus der Ausschreibung 2015 zum Bau des Schulkomplexes an der Rothenburger Straße in Form einer Öffentlich-Privaten Partnerschaft ging der Entwurf des Architekturbüros Lederer Ragnarsdóttir Oei in Kooperation mit dem Bauunternehmen Georg Reisch GmbH & Co. KG als Sieger hervor. Diese führten bereits den Bau des Ravensburger Kunstmuseums, der 2013 mit dem Deutschen Nachhaltigkeitspreis gewürdigt wurde, gemeinsam aus. Der Neubau, bei dem als Materialien natürliche, dauerhafte und reparaturfähige Baustoffe zum Einsatz kamen, hat eine Ziegelfassade, die physische wie optische Nachhaltigkeit erzeugen soll, und ist auf dem Dach begrünt. Mit Ausnahme der Eingangshalle, deren Fußboden aus Naturstein besteht, und den Stufen im Foyer des Musiksaals, die mit Holz belegt sind, kommt aus Gründen der Nachhaltigkeit und Pflegeleichtigkeit Linoleum im übrigen Gebäude als Fußbodenbelag zum Einsatz. Des Weiteren wurden die Fenster in einer Holz-Aluminiumkonstruktion ausgeführt, sowie Türen und Schränke aus Holzbaustoffen erstellt und Wände, sowie Decken entweder verputzt, sichtbar belassen oder lediglich farblich behandelt.
Im H-förmigen Gebäudekomplex befinden sich im Erdgeschoss des Verbindungstraktes die Eingangshalle, eine Aula und ein Musiksaal sowie Mehrzweckräume, in den oberen Geschossen eine Bibliothek sowie Ganztagsräume und ein EDV-Bereich. Alle Räumlichkeiten ordnen sich um einen als Atrium ausgeführten Luftraum, in welchem sich auch die Haupterschließung stattfindet. Im nördlichen Gebäudeflügel, zur Rothenburger Straße hin orientiert, befindet sich im Erdgeschoss die Mensa, während in den oberen Geschossen schulartenübergreifender Fachunterricht stattfindet. Im Erdgeschoss und ersten Obergeschoss des südlichen Flügels befinden sich die normalen Klassenzimmer der Realschule, die Fachoberschule ist im zweiten Obergeschoss beheimatet. Der Komplex umfasst auch zwei sich nach Osten beziehungsweise Westen hin öffnenende Platzstrukturen. Der östliche soll als öffentlich wahrgenommener Eingangsplatz fungieren, während der westliche als schuleigener Pausenhof auch Platz für Musik- und Theaterveranstaltungen bieten soll.
Die Bruttogeschossfläche beträgt ungefähr 21.490 Quadratmeter und steht einer Nutzfläche von 15.885 Quadratmetern gegenüber. Die Baukosten beliefen sich auf rund 52,5 Millionen Euro; die Bauzeit betrug circa zwei Jahre.

## Schulleiter
- 08/2012–02/2013: Konstantina Brown-Pfeiffer (kommissarisch)
- 02/2013–02/2018: Jens Knaudt
- 02/2018–07/2023: Thomas Kuban
- 08/2023: Simon Schäffler (kommissarisch)
- seit 09/2023: Axel Fahl[8]